# São José Basketball
O São José Basketball, por razões de patrocínio Farma Conde/São José, ou ainda São José Basquete, é um tradicional clube de basquete da cidade de São José dos Campos, no estado de São Paulo.

## História

### Início e primeiras conquistas (anos 40-80)
O São José Basketball deu seus primeiros passos em 1948, depois que o Tênis Clube São José foi fundado com a finalidade de impulsionar os esportes de quadra, entre eles o basquete. A primeira conquista de relevância da equipe foi o extinto Campeonato Paulista do Interior, organizado pela Federação Paulista de Basketball, em 1952. O principal destaque era Alberto Marson, que foi um dos responsáveis por alavancar a modalidade no clube e integrante da Seleção Brasileira, que havia conquistado a medalha de bronze nos Jogos Olímpicos de 1948. Também no ano de 1952, o São José foi vice-campeão do Campeonato Paulista ao perder a decisão para o Corinthians.
A equipe teve o seu auge no início da década de 80, quando montou grandes times, com excelentes jogadores como Carioquinha, Zé Geraldo, Nilo e Ubiratan, sob a direção de Edvar Simões. Em 1980, o time joseense, então representado pelo Tênis Clube, foi campeão paulista pela primeira vez, após bater o Franca na série decisiva por 2 a 1. Em 1981, ganhou seu primeiro Campeonato Brasileiro, ao faturar a edição de fevereiro da Taça Brasil daquele ano, após vencer o Franca por 74 a 72. Este é o maior título de sua história. Com a conquista nacional, o São José garantiu vaga no Campeonato Sul-Americano de Clubes de 81, competição na qual ficou em segundo lugar. Ainda em 81, mas no segundo semestre, ficou com o bicampeonato paulista depois de vencer o Pentagonal Final, ficando à frente de Monte Líbano, Sírio, Franca e TC Campinas. Em 1982, o São José foi convidado para disputar o Torneio de Natal, em Madrid, na Espanha. Entre os participantes estava o anfitrião Real Madrid. O time joseense ficou com o quarto lugar na competição.

### Volta à elite e o tricampeonato paulista (2005-2010)
Após ficar alguns anos da década de 80 e de 90 ausente de competições oficiais, a equipe joseense voltou a disputar o Paulista no ano de 2001, mas foi rebaixado. A volta à elite aconteceu após o vice-campeonato do Toneio Novo Milênio de 2006. A vaga no Novo Milênio foi conquistada com o título da Série A-2 do Paulista, em 2005. Após o Novo Milênio de 2006, a gestão do São José Basketball passou do Tênis Clube para a Associação Esportiva São José.
O São José sagrou-se campeão paulista pela terceira vez em sua história ao bater a equipe do Paulistano por três jogos a zero na final do Paulista de 2009, que ocorreu em janeiro de 2010. Além disso, teve o armador Fúlvio eleito o jogador do campeonato.
No NBB 2009-10, o São José chegou aos playoffs de quartas de final e acabou eliminado pelo Flamengo. Em 2010, foi eliminado precocemente pelo Limeira nas quartas de final do Campeonato Paulista e viu o sonho do quarto título ir embora. No NBB 2010-11, chegou mais uma vez nas quartas, desta vez foi eliminado pelo vice-campeão Franca.
As frequentes eliminações fizeram com que alguns jogadores campeões paulista fossem negociados e outros acabaram chegando para a temporada 2011/12 como Jefferson, Dedé e Laws.

### Destaque nacional e o tetracampeonato paulista (2011-2012)
Em 2011, a Prefeitura de São José, que já ajudava na gestão do projeto, passou a cuidar integralmente dele através da Organização Social São José Desportivo. A temporada 2011/12 foi marcada pelo grande destaque nacional que o São José começou a ter novamente no basquete brasileiro. Primeiro, fez uma excelente campanha no Campeonato Paulista de 2011, conquistando o vice-campeonato. Depois, vieram as boas apresentações no torneio nacional. Na primeira fase do NBB, o time terminou na ponta da tabela com 23 vitórias e apenas cinco derrotas.
Outra marcas foram quebradas, como a maior sequência de vitórias do time no torneio nacional. A Águia ficou sem perder por 15 jogos seguidos.
Nos playoffs, mais tabus quebrados, pela primeira vez o time iniciou direto nas quartas de final e eliminou o Franca ao vencer a série por 3 a 0. Sendo assim, o time conseguiu ir à semi e bateu o Flamengo por 3 a 2 na série, conquistando o direito de jogar a final na cidade de Mogi das Cruzes, em São Paulo. Na decisão, o time enfrentou o experiente Lobos Brasília, que venceu por 78 a 62, e São José ficou com o vice-campeonato brasileiro do NBB.
Ainda em 2012, o São José Basketball conquistaria o tetracampeonato paulista ao bater na final a equipe do Pinheiros por 3 a 2, em um playoff extremamente equilibrado e de tirar o fôlego.

### Pentacampeonato paulista e o fim das atividades (2013-2016)
No NBB 2012-13, o São José terminou em 4.º lugar ao perder para o Flamengo por 3 X 2 na semifinal. No Campeonato Paulista de 2013, a equipe faz uma campanha boa na fase de classificação, ficando em segundo lugar. Nos playoffs, perdeu nas quartas de final para o Franca. No NBB 2013-14, a equipe novamente é eliminada na semifinal, dessa vez para o Paulistano, terminado na 3.ª colocação. Após o NBB, a equipe sofreu baixas em seu elenco como consequência da redução do orçamento. Jogadores como Fúlvio, Jefferson e Quezada deixaram a equipe. No Paulista 2014, fez uma campanha ruim, caindo logo nas quartas. No NBB 2014-15, a equipe fica nas quartas de final após fazer uma série equilibrada contra o Flamengo. Antes do Paulista de 2015, a equipe passou dificuldade financeira e correu risco de encerrar suas atividades. Após uma reformulação quase total, a equipe começou o campeonato desacreditada, mas chegou até a final e, no playoff melhor de três, venceu a equipe do Mogi das Cruzes por 2 x 1, sagrando-se campeã paulista pela quinta vez na sua história.
No NBB 2015-16, terminou em 14.º lugar. Após o NBB, a equipe chegou a se inscrever no Campeonato Paulista de 2016 depois de um período de indefinições, porém, acabou desistindo por problemas financeiros e pediu lincença das competições oficiais. No entanto, suas equipes de base continuaram em atividades e conquistando resultados expressivos. O título do Paulista Sub-22 e o vice-campeonato da LDB (Brasileiro Sub-22), ambos em 2016, foram exemplos disso.

### O retono à elite nacional e os anos seguintes (2016-presente)
Em dezembro de 2017, o São José anunciou a volta da equipe adulta para a disputa da Liga Ouro de 2018. O time joseense chegou até a decisão, mas acabou perdendo para o Corinthians por 3 X 1. Mesmo com o vice-campeonato, os joseenses garantiram vaga no NBB 2018-19, ao receberem um convite para compor a lacuna deixada pela desistência do Caxias do Sul. Depois de fazer participações discretas nas competições realizadas entre 2018 e 2020, o São José anunciou que não disputaria a temporada 20-21 por conta de um motivo conhecido: condições financeiras.
Na temporada 2021-22, o São José Basketball reativou a equipe adulta para disputar o Campeonato Brasileiro da 2.ª Divisão: o Brasileiro de Clubes da CBB 2022. No certame, a Águia fez uma campanha consistente, tendo apenas três derrotas em 16 jogos, conquistando o título após vencer a Liga Sorocabana na decisão pelo placar de 86 a 79.

## Títulos
| Nacionais | Nacionais                           | Nacionais | Nacionais                     |
|           | Competição                          | Títulos   | Temporada                     |
| --------- | ----------------------------------- | --------- | ----------------------------- |
| Brasil    | Campeonato Brasileiro               | 1         | 1981                          |
| Brasil    | Campeonato Brasileiro – 2.ª Divisão | 1         | 2022                          |
| Estaduais |                                     |           |                               |
|           | Competição                          | Títulos   | Temporada                     |
| São Paulo | Campeonato Paulista                 | 5         | 1980, 1981, 2009, 2012 e 2015 |
| São Paulo | Copa São Paulo                      | 1         | 2022                          |
| São Paulo | Campeonato Paulista - A-2           | 1         | 2005                          |
| São Paulo | Campeonato Estadual da 1.ª Divisão  | 1         | 1986                          |
| São Paulo | Campeonato do Interior              | 2         | 1952 e 1969                   |

### Outros torneios
- Troféu Bandeirantes: 2 vezes (1951 e 1958).
- Torneio de Classificação de Basquete do Interior: 1968.
- Taça Anchieta: 1968.
- Torneio Preparação da Divisão Especial: 1980.

## Campanhas de destaque
- Vice-campeão do Campeonato Sul-Americano de Clubes Campeões: 1981.
- Vice-campeão do Campeonato Brasileiro: 2011-12.
- Vice-campeão do Campeonato Paulista: 3 vezes (1952, 2011 e 2024).
- Vice-campeão do Torneio Novo Milênio: 2006.

## Últimas temporadas
Legenda:
| Campeão Vice-campeão | Classificado à Champions League Classificado à Liga Sul-Americana | - NBB = Novo Basquete Brasil - CBC = Campeonato Brasileiro de Clubes CBB |

## Jogadores históricos
- Alberto Marson
- Andre Laws
- Caio Torres
- Carioquinha
- Dedé Stefanelli
- Edvar Simões
- Fúlvio
- Jefferson William
- Marcelo Vido
- Murilo Becker
- Nilo Guimarães
- Pipoka
- Ubiratan
- Waldir Boccardo
- Zé Geraldo
- Zé Olaio

## Treinadores históricos
- Edvar Simões
- Régis Marrelli

## Membros no Hall da Fama do Memorial Naismith
| São José - Hall da Fama do Memorial Naismith | São José - Hall da Fama do Memorial Naismith | São José - Hall da Fama do Memorial Naismith | São José - Hall da Fama do Memorial Naismith |
| Jogadores                                    | Jogadores                                    | Jogadores                                    | Jogadores                                    |
| Número                                       | Nome                                         | Posição                                      | Período                                      |
| -------------------------------------------- | -------------------------------------------- | -------------------------------------------- | -------------------------------------------- |
| 6                                            | Ubiratan                                     | Pivô                                         | 1978-1982                                    |

## Membros no Hall da Fama da FIBA
| São José - Hall da Fama da FIBA | São José - Hall da Fama da FIBA | São José - Hall da Fama da FIBA | São José - Hall da Fama da FIBA |
| Jogadores                       | Jogadores                       | Jogadores                       | Jogadores                       |
| Número                          | Nome                            | Posição                         | Período                         |
| ------------------------------- | ------------------------------- | ------------------------------- | ------------------------------- |
| 6                               | Ubiratan                        | Pivô                            | 1978-1982                       |